# Calendario saka balinés

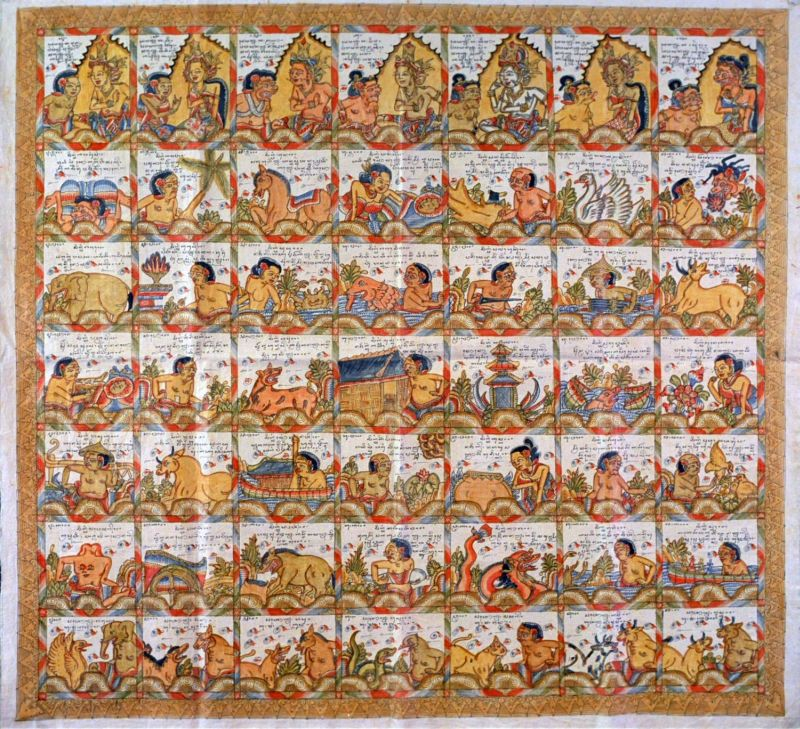
Tela de calendario de algodón con escenas balinesas, con una fila de dioses en la parte superior, de izquierda a derecha: domingo: Indra, lunes: Sri, martes: Brahma, miércoles: Wisnu, jueves: Gurú, viernes: Giri Putri, sábado: Durga.

El calendario saka balinés, , a veces llamado calendario saliwahana, es uno de los dos calendarios utilizados en la isla indonesia de Bali. A diferencia del calendario pawukon de 210 días, se basa en las fases de la Luna y tiene aproximadamente la misma duración que el año tropical (año solar, año gregoriano). Es un calendario syamsiah-kamariah (lunisolar).
El calendario saka balinés, aunque es un calendario que se originó en la India, no es el mismo que el calendario saka indio, ya que fue modificado y se le han agregado elementos locales.

## Meses

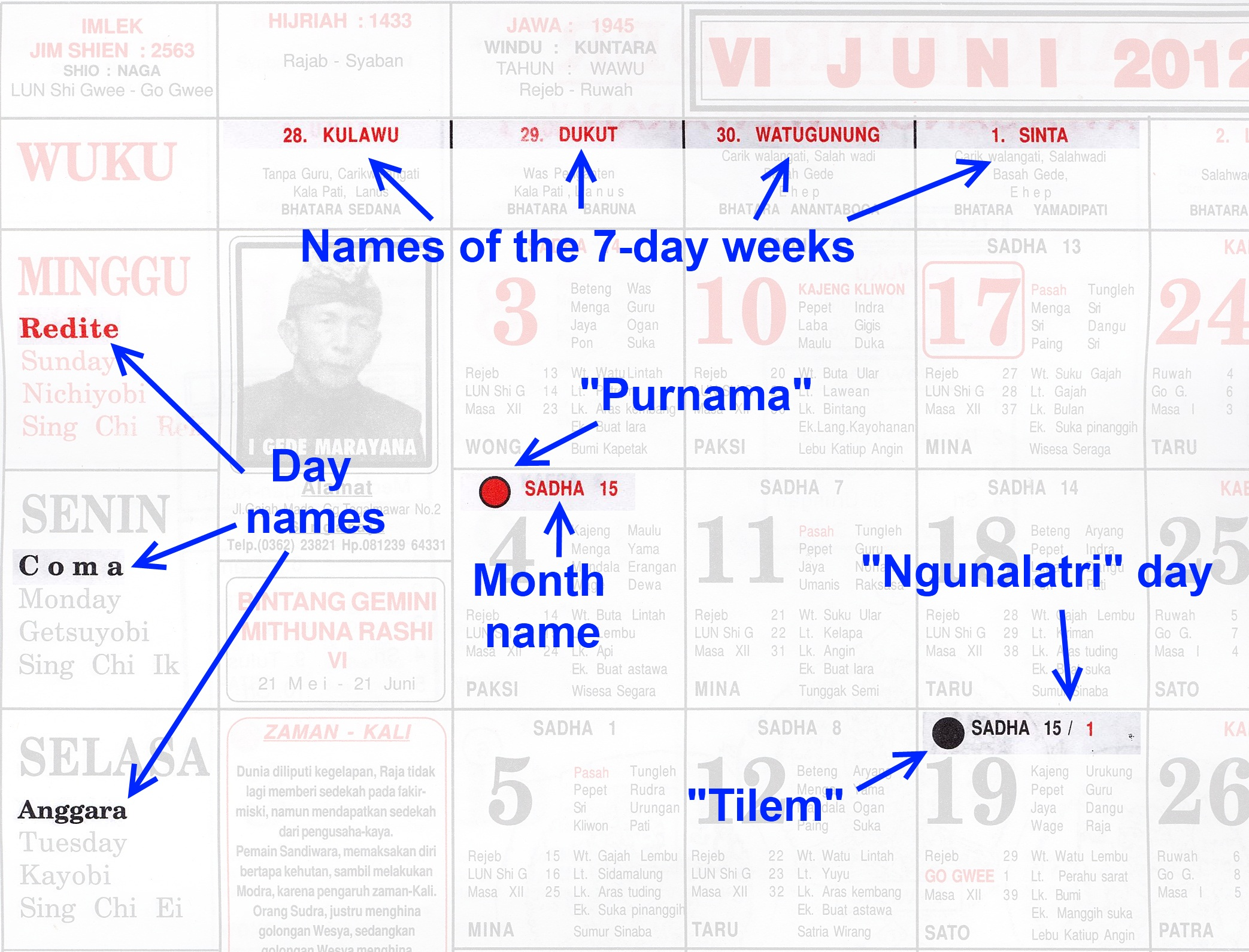
Información sobre el calendario saka en un calendario mural balinés.

Basado en un calendario lunar, el año saka consta de doce meses, o sasih, de 30 días cada uno. Sin embargo, debido a que el ciclo lunar es un poco más corto que 30 días y el año lunar tiene una duración de 354 o 355 días, el calendario se ajusta para evitar que pierda la sincronización con los ciclos lunares o solares. Los meses se ajustan asignando dos días lunares a un día solar cada 9 semanas. Este día se llama ngunalatri, que en sánscrito significa 'menos una noche'. Para evitar que saka se desvíe en exceso del año solar, como sucede con el calendario islámico, se agrega un mes adicional, conocido como mes intercalado, después del mes 11º (cuando se conoce como Mala Jiyestha), o después del mes 12º (Mala Sadha). 
El calendario está basado en la posición del sol y la luna al mismo tiempo y se hace una convención o compromiso para sus cálculos. Se acordó que: 1 día candra = 1 día solar. De hecho, 1 día lunar no es lo mismo que la duración de 1 día solar. Por esta razón, cada 63 días (9 wuku) se asigna un día solar que equivale a dos días lunares. Este día se llama pangunalatría. No es difícil de aplicar en teoría aritmética y el grado de precisión es bastante bueno, solo toma 1 día bisiesto cada cien años.
Los nombres de los doce meses se toman de una mezcla de palabras del balinés antiguo y sánscrito, del 1 al 12, y son los siguientes:
1. Kasa
2. Karo
3. Katiga
4. Kapat
5. Kalima
6. Kanem
7. Kapitu
8. Kawalu
9. Kasanga
10. Kadasa
11. Jyestha
12. Sadha

Cada mes comienza el día después de la luna nueva y tiene 15 días de luna creciente hasta la luna llena (purnama), luego 15 días de menguante, terminando en la luna nueva (tilem). Ambos conjuntos de días están numerados del 1 al 15. El primer día del año suele ser el día después de la primera luna nueva de marzo.

## Utilización
La numeración de los años en el calendario está 78 años por detrás del calendario gregoriano y se calcula a partir del (su 'época') comienzo de la Era saka (año 78) en la India. Se usa junto con el calendario pawukon balinés de 210 días, y las fiestas balinesas se pueden calcular de acuerdo con cualquier año. El calendario indio saka se usó para decretos reales ya en el siglo IX. El mismo calendario fue utilizado en Java hasta que el sultán Agung lo reemplazó por el calendario javanés en 1633.

## Días extraordinarios
La fiesta hinduista balinesa de Nyepi, el día del silencio, marca el comienzo del año saka. Tilem Kepitu, el último día del séptimo mes, se conoce como Siva Ratri, y es una noche dedicada al dios Shiva. Los devotos se quedan despiertos toda la noche y hacen meditaciones. Hay otros 24 días ceremoniales en el año saka, que normalmente se celebran en purnama.